# اشورآباد (ازنا)
اشورآباد روستایی از توابع بخش جاپلق شهرستان ازنا در استان لرستان ایران است. 

## جمعیت
این روستا در دهستان جاپلق غربی قرار دارد و بر اساس سرشماری مرکز آمار ایران در سال ۱۳۸۵، جمعیت آن ۸۸۱ نفر (۲۲۰۰۰ خانوار) بوده‌است.